# سامانتا لوگان
سامانتا لوگان (انگلیسی: Samantha Logan؛ زادهٔ ۲۷ اکتبر ۱۹۹۶) یک هنرپیشه اهل ایالات متحده آمریکا است. وی از سال ۲۰۰۹ میلادی تاکنون مشغول فعالیت بوده‌است.